# Zaharești, Suceava
Zaharești (germană Zaharestie) este un sat în comuna Stroiești din județul Suceava, Bucovina, România. Este atestat documentar la 30 iunie 1429, într-un hrisov al domnitorului Alexandru cel Bun (1400-1432), prin care acesta confirmă cedarea câtorva sate în administrarea fiilor lui Oană Vornicul, printre care și "Zaharinți". Desigur mai veche, întemeierea este fixată cu probabilitate la finele secolului al XIII-lea. Proveniența denumirii satului din limba slavă este contestată. Mai multe documente ulterioare vor folosi numele actual al așezării.
În anul 1542, postelnicul Nicoară Hârovici a ctitorit în satul Zaharești o biserică cu hramul Sfântului Mare Mucenic Dimitrie.
Școala, construită în 1890, funcționa cu patru clase primare și avea două săli de clasă; i s-a adăugat o clădire nouă în 1905, prin ciclul școlar trecând pe atunci circa 150-200 de elevi anual.
Conform recensământului populației efectuat în anul 2002, în Zaharești erau înregistrate 858 de persoane și 316 gospodării. Principala ocupație a locuitorilor rămâne agricultura.

## Obiective turistice
- Biserica Sfântul Dumitru din Zaharești - ctitorie a postelnicului Nicoară Hârovici din anul 1542
- Grădina zoologică „Arca lui Noe”[1]

## Personalități
- Ion Grămadă (1886-1917) - scriitor, istoric și publicist bucovinean, erou al Primului Război Mondial, mort în lupta de la Cireșoaia

## Recensământul din 1930
Componența etnică a satului Zaharești
     Români (90,9%)
     Germani (8,6%)
     Altă etnie (0,5%)
Componența confesională a satului Zaharești
     Ortodocși (91%)
     Romano-catolici (7,55%)
     Evanghelici\Luterani (1,4%)
     Altă etnie (0,05%)
Conform recensământului efectuat în 1930, populația satului Zaharești se ridica la 1225 locuitori. Majoritatea locuitorilor erau români (90,9%), cu o minoritate de germani (8,6%). Alte persoane s-au declarat: maghiari (2 persoane), cehi\slovaci (1 persoană), polonezi (1 persoană) și evrei (1 persoană). Din punct de vedere confesional, majoritatea locuitorilor erau ortodocși (91,0%), dar existau și romano-catolici (7,55%), evanghelici\luterani (1,4%). Alte persoane au declarat: mozaici (1 persoană).